# 마법사의 여명기
《마법사의 여명기》(일본어: 魔法使い黎明期)는 코바시리 카케루(작가)가 쓰고, 이와사키 타카시(일러스트)가 삽화를 그린 일본의 라이트 노벨이다. 고단샤에서 2022년 7월 기준으로 6권까지 나왔다. 만화도 같은 출판사에서 나오고 있다. 대한민국에서는 만화판이 전자책으로만 나왔다. 애니메이션은 데즈카 프로덕션에서 만들어 TBS 텔레비전 등에서 2022년 4월 8일부터 7월 1일까지 방영했다.

## 개요
전작인 《제로부터 시작하는 마법의 서》 이후 마녀와 열등생 소년, 그리고 그들의 동료에 대한 이야기를 다룬다.

## 줄거리
〈제로의 서〉 때문에 마법이 전 세계에 퍼져 세계는 혼란스러웠다. 진흙 어둠의 마녀로 '북쪽의 재앙'이 닥쳤지만, 제로와 용병의 활약으로 세계는 평화가 찾아온다. 이후 웨니어스 왕국에서는 인간과 마녀가 공존하는 세계를 향해 알바스는 쉴 틈이 없다. 하지만 여전히 세계에는 인간과 마녀가 공존하는 것을 달가워하지 않는 이들이 존재해 갈등의 불씨가 꺼지지 않았다.
한편 마법학교의 총장 알바스는 세빌의 낙제를 우려해 그에게 특별 실습에 참여하라는 명령을 내린다. 세빌이 실습 참가를 선고받는 모습을 지켜보던 여명의 마녀 로 크리스타스는 〈제로의 서〉의 지은이 만나기를 조건으로 실습 인솔을 반강제로 떠맡고, 세빌과 우등생 홀트, '짐승으로 타락한 자' 쿠도를 비롯한 학생들도 실습 장소로 향한다.

## 등장인물
전작인 《제로부터 시작하는 마법의 서》에 이어 계속 나오는 인물도 있다. 이때는 ★(별표) 표시를 했다.
- 세빌(영어: Seville)(성우: 우메다 슈이치로)

주변 사람들은 '세브'라 부른다. 세비야(Sevilla)의 영어식 표현이다.
- 로 크리스타스(일본어: ロー・クリスタス)(성우: 오카사키 미호)

보통 '로스'라 불린다.
- 홀트(일본어: ホルト)(성우: 스즈시로 사유미)
- 쿠도(일본어: クドー)(성우: 야시로 타쿠, 우치무라 후미코 (어린 시절))
- 알바스(일본어: アルバス)(성우: 타이치 요우)(★)
- 제로(일본어: ゼロ)(성우: 하나모리 유미리)(★)
- 홀뎀(일본어: ホルデム)(성우: 카토 마사유키)(★)
- 동물 용병(일본어: 獣の傭兵)(성우: 야노 마사아키)(★)
- 신부(神父)(성우: 미즈나카 마사아키)(★)
- 리리(일본어: リーリ)(성우: 이와미 마나카)(★)
- 라이오스(그리스어: Λάϊος)(성우: 쿠기미야 리에)
- 우루스(일본어: ウルス)(성우: 스기자키 료)(★)
- 포학(暴虐)(성우: 사토 타쿠야)